# Ковыльновское сельское поселение
Ковы́льновское се́льское поселе́ние (укр. Ковильнівське сільське поселення, крымскотат. Ковыльное кой юрту, Манай кой юрту) — муниципальное образование в составе Раздольненского района Республики Крым России.

## География
Поселение расположено на востоке района, в степном Крыму, у границы с Первомайским районом. Граничит на севере с Раздольненским, на северо-западе с Кукушкинским, на западе и юге с Серебрянским сельскими поселениями.
Площадь поселения 187,89 км².
Основная транспортная магистраль: автодорога 35К-015 Раздольное — Евпатория (по украинской классификации — Т-0111).

## Население
| 2001  | 2014  | 2015  | 2016  | 2017  | 2018  | 2019  |
| ----- | ----- | ----- | ----- | ----- | ----- | ----- |
| 2846  | ↘2260 | ↗2265 | →2265 | ↘2245 | ↘2218 | ↘2212 |
| 2020  | 2021  |       |       |       |       |       |
| ↘2196 | ↘2013 |       |       |       |       |       |

## Состав сельского поселения
Поселение включает 5 населённых пунктов:
| № | Населённый пункт | Тип населённого пункта | Население на 2014 год |
| - | ---------------- | ---------------------- | --------------------- |
| 1 | Ковыльное        | село, центр            | ↘783                  |
| 2 | Ветрянка         | село                   | ↘104                  |
| 3 | Волочаевка       | село                   | ↘279                  |
| 4 | Молочное         | село                   | ↘36                   |
| 5 | Сенокосное       | село                   | ↘1058                 |

## История
Сельсовет, как Монайский, в составе Ак-Шеихского района (переименованного в 1944 году в Раздольненский) был образован в 1930-х годах, поскольку на 1940 год он уже существовал. Указом Президиума Верховного Совета РСФСР от 21 августа 1945 года Монайский сельсовет был переименован в Ковыльновский сельский совет. С 25 июня 1946 года совет в составе Крымской области РСФСР, а 26 апреля 1954 года Крымская область была передана из состава РСФСР в состав УССР. На 15 июня 1960 года в составе совета числились населённые пункты:

| - Борисовка - Ветрянка - Волочаевка | - Ковыльное - Кремнево - Кумово | - Ласточкино - Малютка - Молочное | - Пограничное - Присивашное - Сенокосное | - Степное - Татьяновка - Тюльпаны |

Указом Президиума Верховного Совета УССР «Об укрупнении сельских районов Крымской области», от 30 декабря 1962 года Раздольненский район упразднили и совет присоединили к Черноморскому. 1 января 1965 года, указом Президиума ВС УССР «О внесении изменений в административное районирование УССР — по Крымской области», вновь включили в состав Раздольненского.
В январе 1967 года был образован Ботанический сельский совет, в который отошли Борисовка, Ботаническое (ранее Степное), Кумово и Присивашное; к 1 января 1968 года ликвидированы Кремнево, Ласточкино, Малютка, Пограничное, Татьяновка и Тюльпаны — совет обрёл современный состав.
С 12 февраля 1991 года сельсовет в восстановленной Крымской АССР, 26 февраля 1992 года переименованной в Автономную Республику Крым. С 21 марта 2014 года в составе Крыма аннексировано Россией. Законом «Об установлении границ муниципальных образований и статусе муниципальных образований в Республике Крым» от 4 июня 2014 года территория административной единицы была объявлена муниципальным образованием со статусом сельского поселения.